# Biblioteca Popular de Valls
La Biblioteca Popular de Valls  se encuentra ubicada en un edificio novecentista de la localidad de Valls en la provincia de Tarragona, España. La edificación, que data de 1918, está protegida por la Generalidad de Cataluña como bien cultural de interés local.

## Descripción

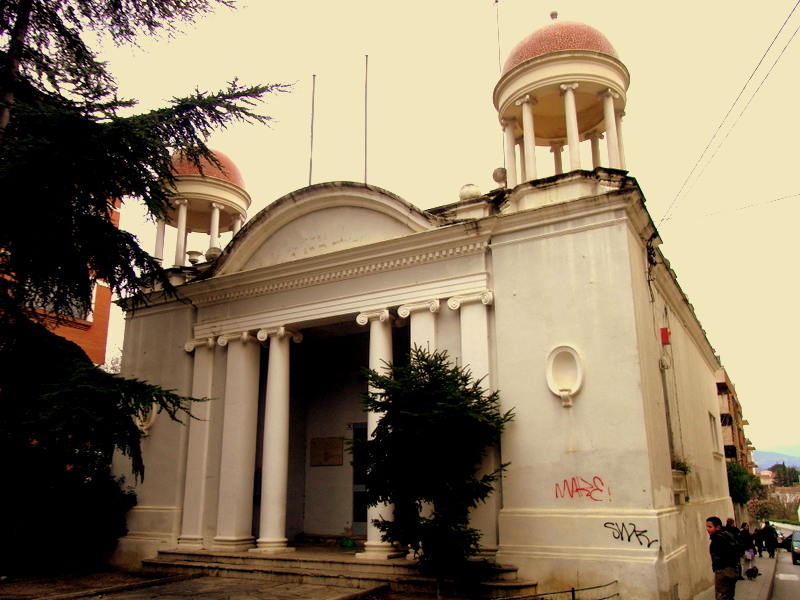
Fachada del edificio

Es un edificio aislado. La fachada principal presenta tres cuerpos, uno central y dos laterales simétricos, encima de ellos se elevan dos templetes de base circular con ocho columnas jónicas que sostienen una cubierta semiesférica. El cuerpo central está formado por dos columnas y cuatro pilastras jónicas, y da acceso al vestíbulo de entrada. La culminación la forma un frontón coronado por tímpano de línea sinuosa. Está construido con ladrillo revestido. Está pintado de gris y blanco;)

## Historia
Fue la primera biblioteca popular creada por la Mancomunidad de Cataluña en 1918. La obra se encargó al arquitecto Luís Planas Calvet, y el señor Francesc Dasca Boada facilitó el proceso de creación con la donación del terreno. La colocación de la primera piedra data del 23 de octubre de 1916. el 24 de junio de 1918 se inauguró i el 16 de julio del mismo año abrió al público. El mayo de 1920 se estableció el servicio de préstamo. Recientemente, el 1981 se realizaron obras de mejora.
Después de un largo proceso de abandono y posterior restauración a cargo de la Diputación de Tarragona, volvió a abrir puertas en febrero de 2011, con una exposición del escritor vallense Narcís Oller.